# Emmy Verhey
Emmy Verhey est une violoniste néerlandaise, née le 13 mars 1949 à Amsterdam.
En 1966, elle devient la plus jeune finaliste du Concours international Tchaïkovski.